# Coscinia canigulensis
Coscinia canigulensis är en fjärilsart som beskrevs av Charles Oberthür 1911. Coscinia canigulensis ingår i släktet Coscinia och familjen björnspinnare. Inga underarter finns listade i Catalogue of Life.